# 馮國斌
馮國斌，澳大利亞律師、外交官。現任澳洲駐臺代表。

## 經歷
馮國斌擁有雪梨大學法律學與印尼語學士學位，及澳洲國立大學國際法碩士學位。
進入澳洲外交貿易部前，馮國斌在雪梨擔任商務律師。1996年至1998年間擔任澳洲駐印尼大使館二等經濟秘書。2001年至2004年擔任澳洲駐香港總領事館領事。2009年至2012年擔任澳大利亞駐華大使館政治戰略參事。2016年12月5日，馮國斌被任命爲澳大利亞駐智利大使，兼轄哥倫比亞、厄瓜多爾和委內瑞拉，並於2017年3月就任，2020年離任。
2023年11月27日出任澳洲駐台代表一職。

## 個人生活
已婚，育有三個子女。

## 榮譽
- 智利功績勳章（西班牙语：Orden al Mérito de Chile）[5]